# 坐忘
坐忘是道家所讲的一种修养方法和一种精神境界，這一概念來自《庄子·大宗师》，是指人通过静坐而有意识地忘记外界一切事物，甚至忘记自身形体的存在。坐忘的目的是为了得道，要求物我俱化为道，俱化为自然。司马承祯把坐忘这一修养方法发展为坐忘论。周敦颐主静说的形成也受到坐忘的影响。王国维在《人间词话》中指出：“意境两忘，物我一体。”這也继承和发展了坐忘思想。